# Municipio de Murphy
El municipio de Murphy (en inglés: Murphy Township) es un municipio ubicado en el  condado de Cherokee en el estado estadounidense de Carolina del Norte. En el año 2010 tenía una población de 10.921 habitantes.

## Geografía
El municipio de Murphy se encuentra ubicado en las coordenadas 35°12′41.66″N 84°12′37.15″O / 35.2115722, -84.2103194.